# Filosofia medieval
S'anomena filosofia medieval la que es desenvolupa a Occident durant l'edat mitjana, des de la fi de l'edat antiga, amb la caiguda de l'Imperi Romà d'Occident (476), fins al sorgiment del Renaixement, amb la caiguda de Constantinoble l'any 1453. La filosofia medieval, entesa com un projecte d'investigació filosòfica independent, va començar a Bagdad, a mitjans del segle viii, i a França, com a part de la cort itinerant de Carlemany, a l'últim quart del segle VIII.
Es tracta d'un llarg període caracteritzat per importants esdeveniments històrics, socials, polítics i culturals. De la mà de l'Església comença la construcció d'un saber unitari amb el dogma cristià com a principi i fi de reflexió. A grans trets, la filosofia medieval està caracteritzada per la recepció de la filosofia hel·lènica (i especialment, del neoplatonisme) en els àmbits cultes de les societats cristianes, islàmiques i jueves, i també per l'adaptació de la filosofia al marc propi de cada religió monoteista.
Aquest procés es duu a terme de forma progressiva, mitjançant els debats intel·lectuals més importants de l'època: les relacions entre filosofia i teologia, o entre raó i fe, l'estatut ontològic de les formes (problema dels universals), l'eternitat o temporalitat del món, l'abast de l'omnipotència divina, o l'estatut de l'intel·lecte humà i de la seva capacitat per conèixer Déu i el món. Les principals discussions sobre la idea de Déu giraven doncs entorn aquestes preguntes: quin paper té la raó en la demostració de la idea de Déu? Si Déu és perfecte, com es resol el problema del mal? I si és omniscient, com se sosté el lliure albir de l'ésser humà? 
Un fet destacable d'aquest període és l'aparició de la universitat (segle xii). Marie-Madeleine Davy, especialista en filosofia medieval, descriu les implicacions d'allò simbòlic en totes les dimensions de la vida medieval: «Gràcies al símbol, per a l'home del romànic les portes del regne no només es mouen, sinó que s'obren segons el grau d'atenció de cada un. El Cosmos sencer s'entrega a la comprensió de l'esperit».

## Característiques generals

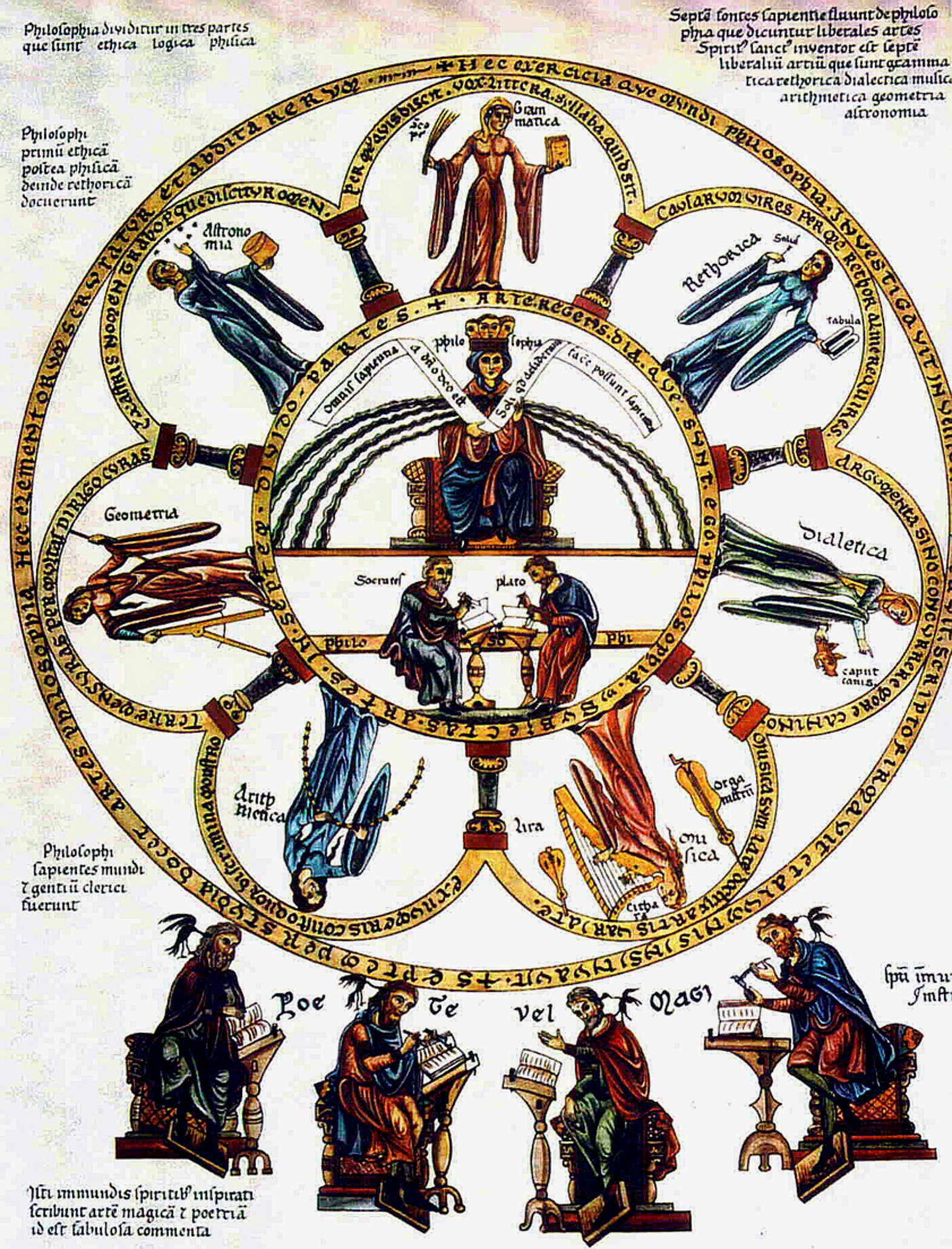
La filosofia asseguda entre les set arts liberals, segons una il·lustració del.

- Tota la filosofia medieval té caràcter religiós i la majoria de filòsofs són teòlegs. Filosofia no és teologia van estar lligats durant tota l'edat mitjana. Com que tenir fe era sinònim de conèixer, l'Escolàstica era, en el fons, la comprensió de la fe. Durant l'edat mitjana, la filosofia va desenvolupar-se tenint com a objectiu establir un equilibri entre el racionalisme grec i el nou pensament medieval. Calia posar sobre la mateixa taula els principis de la lògica i el raonament amb la revelació divina. Pot l'home, a través de la raó i els sentits, arribar al coneixement i a la veritat de Déu? Aquest enfrontament entre dogma i dialèctica marcaran els inicis del pensament filosòfic medieval.[4]
- Agustí d'Hipona aporta els fonaments de la teologia i l'antropologia cristianes.
- La relació entre la fe religiosa i la raó, les demostracions de l'existència de Déu i el problema dels universals ocuparan bona part del treball filosòfic. Paral·lel amb aquesta qüestió, a poc a poc, anant contra les teories realistes que defensen l'existència dels Universals, es va imposant a poc a poc el nominalisme, que els nega explícitament.
- L'aristotelisme s'imposa com a paradigma filosòfic i científic a partir del segle xiii. En l'adopció parcial de l'aristotelisme per part del cristianisme són importants Averrois i Tomàs d'Aquino, entre d'altres.
- En tota l'edat mitjana predominen, en l'astronomia, les teories geocèntriques d'Aristòtil, Eudox de Cnidos i el matemàtic Ptolemeu; es pot dir que, fins ja passada l'edat mitjana amb Copèrnic i Galileu, no es van deixar enrere definitivament les anacròniques (i bastant anticientífiques) opinions sobre l'astronomia i el moviment dels planetes.

## Períodes de la filosofia medieval
- Patrística: Segle IV - Segle V. És la part de la patrologia que estudia la doctrina dels Pares de l’Església.[5]
- Escolàstica: Segle VI - Segle XIV. Un conjunt de pensadors, majoritàriament vinculats a la pròpia Església, van desenvolupar un corrent filosòfic que pretenia justificar la doctrina cristiana i demostrar l'existència de Déu.[6] Per fer-ho, van aprofitar la lògica i el rigor del pensament d'Aristòtil, així com el dels mestres de la filosofia àrab i jueva, per explicar els fenòmens naturals, socials i espirituals de l'home. Aquest conjunt d'idees d'estil intel·lectual, vinculades al ressorgiment de les ciutats i a la vida urbana (s. XI i XII), amb les catedrals i universitats com a nous centres d'ensenyament, és el que avui dia s'anomena Escolàstica, la filosofia medieval per excel·lència.[4]

### Escoles i corrents
- Escola de Chartres
- Hermetisme
- Tomisme
- Nominalisme
- Misticisme
- Escola de Salamanca: Segle XV - Segle XVII.

## Home modern
Al segle xi, i sobretot al XII i XIII, les idees del naturalisme polític es van començar a fer sentir. Volien la separació de la societat eclesiàstica de la civil. D'aquest període són els enfrontaments del papat amb el Sacre Imperi Romanogermànic i amb els reis de diverses monarquies europees.
Per altra banda, el bretó Pere Abelard, professor de filosofia i teologia i ferm seguidor de les noves tendències racionalistes, va contribuir a establir la lògica com a ciència autònoma i aplicar-la als problemes i debats filosòfics. Abelard també es va atrevir a proposar un mètode crític per interpretar la Bíblia; un mètode que es podria resumir així: «A través del dubte, arribem a inquirir; inquirint, arribem a la veritat».